# Холл, Джек (футболист, 1905)
Джон Холл (англ. John Hall; январь 1905 — дата смерти неизвестна), более известный как Джек Холл (англ. Jack Hall) — английский футболист, крайний правый нападающий.

## Биография
Уроженец Болтона, Джек играл в футбол за «Линкольн Сити» и в сезоне 1923/24 провёл за эту команду 1 официальный матч в Третьем северном дивизионе Футбольной лиги.
В следующем сезоне выступал за другой клуб Третьего северного дивизиона, «Аккрингтон Стэнли», сыграв за него 8 матчей и забив 2 мяча (5 матчей, 1 гол в лиге; 3 матча и 1 гол в Кубке Англии).
В мае 1925 года перешёл в клуб высшего дивизиона «Манчестер Юнайтед». Дебютировал в его основном составе 6 февраля 1926 года в матче против «Бернли» на стадионе «Терф Мур». В феврале 1926 года провёл ещё два матча в Первом дивизионе, против «Лидс Юнайтед» и «Тоттенхэм Хотспур». Больше в основной состав не попадал, и в июне 1927 года покинул клуб. Дальнейшая его судьба неизвестна.